# Carl Bauer (Architekt, 1878)
Carl Bauer (* 13. Mai 1878 in Neustadt bei Coburg; † 1954 in Kronach) war ein deutscher Maurermeister und Bauunternehmer.

## Leben und Wirken
Bauer besuchte von 1893 bis 1898 die Coburger Baugewerkschule. Im Juni 1902 meldete Bauer in Coburg sein Maurergeschäft in der Hutstraße an, im August 1902 folgte zusammen mit Arthur Schilling das Baugeschäft Bauer und Schilling mit Sitz in der Viktoriastraße. Eine aufgrund einer Wirtschaftskrise zurückhaltende Kreditvergabe der Banken führte im Oktober 1909 zur Zwangsversteigerung seines reich mit figürlichem Schmuck ausgestatteten Wohnhauses im Weichengereuth 3 und im März 1910 des Anwesens Weichengereuth 1. Das Baugeschäft wurde im September desselben Jahres still liquidiert. Im Haus Weichengereuth 1 plante er im Erdgeschoss mit seinen ungewöhnlich großen rundbogigen Fenstern eine Wirtschaft, die anfangs die Bezeichnung Wirtschaft und Cafe Bauer hatte, und ab 1926 Mohrenkeller hieß. 1912 machte sich Bauer in Mecklenburg auf Arbeitssuche. Seine Familie ist ab 1916 in Kronach nachweisbar.

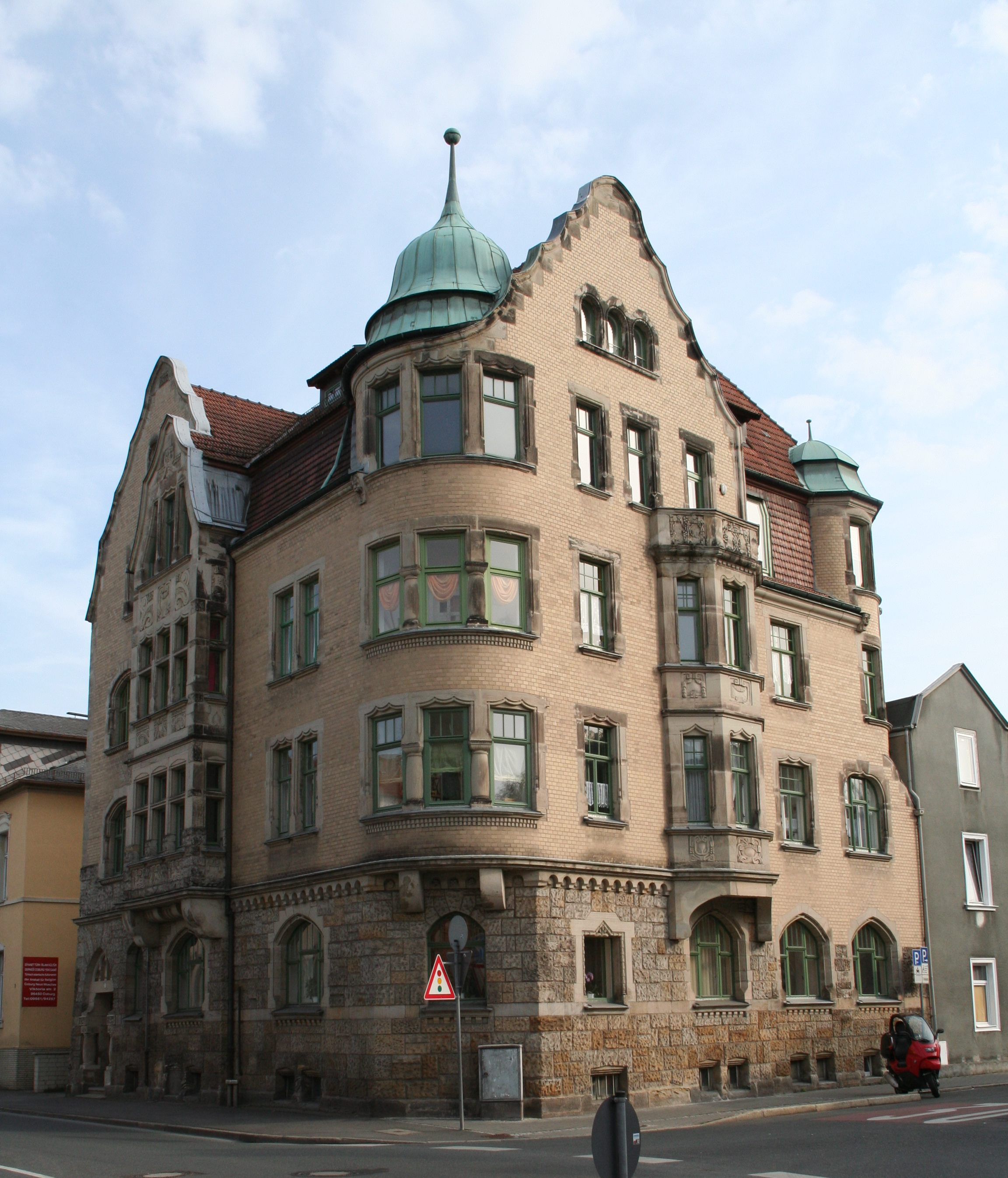
Viktoriastraße 3

Mit August Berger, Max Böhme, Carl Otto Leheis und Paul Schaarschmidt gehörte Carl Bauer zu den wichtigsten Vertretern des Jugendstils in Coburg. Bauer plante und errichtete in Coburg eine Vielzahl von Häusern, die, sofern sie nicht für den Bau der Frankenbrücke 1992 abgerissen wurden, bis heute das Coburger Stadtbild prägen und teilweise zu den denkmalgeschützten Bauten der Stadt zählen.

## Bauwerke
In Coburg wurden folgende Bauten von Carl Bauer ausgeführt:
- Callenberger Straße 1, 4, 5 (4: Neubau 1906; 5: Neubau 1904 zusammen mit Johannes Köhler)
- Hutstraße 22, 24, 26, 40
- Marschberg 1, 3, 5 (Neubauten 1903–1905, Abriss 1992)
- Sandstraße 13, 13a, 17, 27, 29
- Spitalgasse 7
- Viktoriastraße 3 (Neubau 1906)
- Weichengereuth 1, 2, 3 (Neubauten 1903–1906, Abriss 1992)